# Круглов, Виктор Макарович
Виктор Макарович Круглов (род. 1937) — математик, доктор физико-математических наук, профессор, заместитель заведующего кафедры математической статистики факультета ВМК МГУ.

## Биография
Родился 14 ноября 1937 года в деревне Васирево Кушалинского района Калининской области. Воспитывался в детском доме (1947—1954), где закончил семь классов. Затем работал на стройках Москвы и учился в школе рабочей молодёжи (1954—1957). По окончании средней школы (1957) был призван в ряды Советской Армии. После полутора лет службы Круглову была предоставлена возможность поступать в ВУЗ, и
он поступил (1959) на механико-математический факультет МГУ. 
После окончания МГУ работал в конструкторском бюро вертолётного завода им. М. Л. Миля сначала в качестве инженера, а затем старшего инженера (1964—1968). Обучался в аспирантуре Математического института им. В. А. Стеклова АН СССР (1968—1971).
Область научных интересов: теория вероятностей, теория меры, функциональный анализ, математическая статистика. Кругловым получены глубокие результаты в теории суммирования независимых случайных величин, по характеризации классов вероятностных мер, по принципу инвариантности и в других направлениях теории вероятностей. Многие из них положили начало самостоятельным исследованиям других авторов.
Кандидат физико-математических наук (1972), тема диссертации: «Предельные теоремы в бесконечномерных пространствах» (научный руководитель В. М. Золотарёв). 
Доктор физико-математических наук (1976), тема диссертации: «Метод сопровождающего безгранично делимого распределения». 
Получил учёные звания доцента (1977) и профессора (1982).
Заместитель председателя докторского совета при МГУ, член докторского совета при МИРАН им. В. А. Стеклова. Несколько раз избирался председателем профкома факультета ВМК МГУ.
В Московском университете на факультете вычислительной математики и кибернетики работает с 1972 года в должностях ассистента (1972—1976), доцента (1976—1981), профессора (с 1981) кафедры математической статистики.
Член редколлегии журнала «Вестник МГУ», серия «Вычислительная математика и кибернетика», член редколлегии периодического научного сборника при Пермском государственном университете, член редколлегии журнала «Mathematical Sciences» (Plenum Press, USA). 
Подготовил 15 кандидатов и одного доктора наук. Опубликовал более 150 научных работ, .

## Награды и почётные звания
- Заслуженный профессор МГУ (1996).
- Медаль «В память 850-летия Москвы» (1997).
- Нагрудный знак «Почётный работник высшего профессионального образования Российской Федерации».[4]

## Избранные статьи
- Золотарёв В. М., Круглов В. М. Структура безгранично делимых распределений на локально бикомпактной абелевой группе. // Теория вероятностей и её применения, 1975. Том 20, № 4, с. 712—724.